# والی
والی در زبان فارسی دری و تاجیکی در افغانستان و تاجیکستان و برخی از کشورهای دیگر به کسی گفته می‌شود که در رأس یک ادارهٔ محلی در یک ولایت قرار گیرد. والی واژه‌ای عربی است به معنی حاکم یا فرماندار که به زبان فارسی راه پیدا کرده‌است و به زبان فارسی به آن اُستاندار می‌گویند.
والی در گذشته تحت ادارهٔ وزارت داخلهٔ افغانستان قرار داشت و اکنون تحت امر و ادارهٔ ریاست مستقل ارگان‌های محل در افغانستان فعالیت می‌کند.